# Måns Andersson (fotbollsspelare)
Måns Herbert Olof Andersson, född 12 juli 2006, är en svensk fotbollsspelare som spelar för Varbergs BoIS.

## Karriär
Andersson började spela i Varbergs BoIS som tre-fyraåring och gick genom samtliga klubbens ungdomslag. Inför säsongen 2023 flyttades han upp i A-laget på ett lärlingskontrakt. Den 6 november 2023 gjorde Andersson allsvensk debut i en 4–3-förlust mot IFK Norrköping, där han blev inbytt i den 81:a minuten. Andersson spelade även två matcher på lån i Varbergs GIF i division 2 under 2023.